# Axa Winterthur
Axa Winterthur er et schweizisk forsikringsselskab, der siden 2007 har været et datterselskab til AXA. Winterthur blev etableret i Winterthur i 1875.,